# Валенсуэла, Мильтон
Мильтон Науэль Валенсуэла (исп. Milton Nahuel Valenzuela; 13 августа 1998, Росарио, Аргентина) — аргентинский футболист, защитник клуба «Лугано».

## Клубная карьера
Валенсуэла — воспитанник футбольной академии «Ньюэллс Олд Бойз». В 2016 году он был включён в заявку основной команды. 6 февраля в матче против «Сан-Мартин Сан-Хуан» Мильтон дебютировал в аргентинской Примере.
В январе 2018 года клуб MLS «Коламбус Крю» взял Валенсуэлу в годичную аренду с опцией выкупа, предоставив статус молодого назначенного игрока. В североамериканской лиге он дебютировал 3 марта в матче стартового тура сезона против «Торонто», отметившись результативной передачей. 24 марта в матче против «Ди Си Юнайтед» он забил свой первый гол в профессиональной карьере. 21 декабря «Коламбус Крю» объявил о выкупе Валенсуэлы у «Ньюэллс Олд Бойз». Сезон 2019 Валенсуэла полностью пропустил из-за травмы передней крестообразной связки колена, полученной на предсезонной тренировке. По окончании сезона 2021 срок контракта Валенсуэлы с «Коламбус Крю» истёк.
30 января 2022 года Валенсуэла присоединился к клубу чемпионата Швейцарии «Лугано», подписав контракт до 30 июня 2025 года.

## Международная карьера
В 2017 года Валенсуэла в составе молодёжной сборной Аргентины принял участие в молодёжном чемпионате Южной Америки в Эквадоре. На турнире он сыграл в матчах против команд Перу, Боливии, Колумбии, Бразилии, а также дважды Венесуэлы и Уругвая.
В том же году Валенсуэла принял участие в молодёжном чемпионате мира в Южной Корее. На турнире он сыграл в матчах против команд Англии и Южной Кореи.

## Достижения
Командные
 «Коламбус Крю»
- Чемпион MLS (обладатель Кубка MLS): 2020

 «Лугано»
- Обладатель Кубка Швейцарии: 2021/22